# Сёмина, Полина Александровна
Полина Александровна Сёмина (28 октября 2005, Москва) — российская футболистка, выступающая на позиции нападающей клуба «Чертаново».

## Клубная карьера
Знакомство с футболом произошло в "Спортивном Интернате «Чертаново». Первым тренером был Андрей Рзянин.
22 мая 2021 года провела первый матч за «Чертаново» в Суперлиге в возрасте 15 лет и 7 месяцев и сразу забила гол в ворота «Енисея», а неделей ранее в первом матче Молодёжной лиги была лидером команды против молодёжной команды «Зенита» (2 гола и 2 голевые передачи). С сезона 2022 года стала постоянным игроком основы «Чертаново».

## Карьера в сборной
В ноябре 2019 года провела первые два официальных матчах за сборную России (U16) (под руководством Ольги Порядиной) против сборной Турции и забила 1 гол. Выступала за юниорскую и молодёжную сборные России.